# Shiota (Saga)
Shiota (jap. 塩田町, -chō) war eine Gemeinde im Landkreis Fujitsu in der Präfektur Saga in Japan.

## Geschichte
Am 1. Januar 2006 schlossen sich Shiota und die Gemeinde Ureshino zur Stadt Ureshino zusammen.